# مرگ لئوناردو دا وینچی
مرگ لئوناردو دا وینچی (انگلیسی: The Death of Leonardo da Vinci) یک نقاشی رنگ روغن بر روی بوم اثر ژان اگوست دومینیک انگر از نقاشان جنبش نئوکلاسیسیسم فرانسوی می‌باشد که در سال ۱۸۱۸ طرح گردید. این نقاشی نمایشگر مرگ مخترع و نقاش بزرگ لئوناردو دا وینچی است در حالی که فرانسوای اول سر او را در دستانش نگه داشته، این نقاشی با شکوه به سفارش کوم د بلاکاس سفیر فرانسه در رم طراحی گردید و در حال حاضر در پتی‌پاله یا همان کاخ پاله پاریس قرار دارد.